# Соколова, Октябрина Александровна
Октябрина Александровна Соколова (19 сентября 1952) — советская биатлонистка, советский и российский тренер и судья по биатлону. Неоднократная чемпионка СССР. Мастер спорта СССР международного класса.

## Биография
Окончила Сибирский государственный университет путей сообщения (НИИЖТ), кафедру физического воспитания и спорта (1974). Представляла спортивное общество «Локомотив» и город Новосибирск.
Абсолютная победительница первого в истории чемпионата СССР по биатлону среди женщин, прошедшего в марте 1979 года в городе Губаха Пермской области. На соревнованиях одержала победу в обеих дисциплинах — спринтерской гонке на 5 км и эстафете 3х5 км. Также становилась чемпионкой СССР в спринте в 1980 и 1983[уточнить] годах. Всего завоевала семь, по другим данным восемь золотых медалей чемпионата СССР, даты и дисциплины неизвестны[уточнить].
Кроме того, становилась победительницей международных соревнований «За Дружбу и Братство», проходивших в странах Восточной Европы. В 1984 году тренеры не включили Соколову в состав на первый чемпионат мира среди женщин, по причине «омоложения состава», после чего спортсменка завершила карьеру.
По окончании спортивной карьеры перешла на тренерскую работу. С 1984 года работала учителем физкультуры в школе № 131 г. Новосибирска, с 1994 года работает старшим преподавателем кафедры физического воспитания и спорта Новосибирского государственного технического университета. Награждена званием «Отличник физической культуры». Имеет всероссийскую категорию как судья соревнований по биатлону и лыжным гонкам.
Принимала участие в подготовке и проведении зимней Олимпиады и Паралимпиады 2014 года в Сочи, за что награждена памятной медалью и грамотой Президента России от 31 декабря 2014 года.
Принимает участие в ветеранских соревнованиях по биатлону, лыжному спорту, бегу. В 2015 году стала чемпионкой России по биатлону среди ветеранов в эстафете.